# Olof von Brehmer
Olof von Brehmer, född 22 september 1675 i Stockholm, död 10 februari 1716 i Stockholm, var en svensk borgmästare.

## Biografi
Olof von Brehmer föddes 1675 i Stockholm. Han var son till direktören Johan von Brehmer och Elisabet Olofsdotter Söderholm. Von Brehmer blev 1 mars 1690 student vid Uppsala universitet, disputerade 14 november 1695 och avlade filosofie kandidatexamen 1696. Han blev 1697 protokollist vi exekutionskommissionen och 4 juni 1701 sekreterare i banken. Von Brehmer blev stadssekreterare i Stockholm 13 februari 1705 och bankofullmäktige 5 november 1714. Den 16 september 1715 blev han borgmästare och preses i ämbetskollegium och byggningskollegium i Stockholm. Von Brehmer avled 1716 i Stockholm och begravdes 5 mars 1716 i Katarina kyrka.
Von Brehmer var ledamot av lagkommissionen.

## Familj
Von Brehmer gifte sig 4 april 1701 med Sara Ehrencreutz (1681–1724). Hon var dotter till bruksdirektören Jesper Ehrencreutz och Gundborg Andersen. De fick tillsammans en dotter (1702–1703).